# Églises pacifistes
Les Églises pacifistes sont des dénominations chrétiennes, des communautés ou des groupes de chrétiens souscrivant au pacifisme chrétien ou à la pratique biblique de la « non-résistance ». 
Le terme d’« Églises traditionnellement pacifistes » (en anglais Historic Peace Churches) se réfère spécifiquement aux trois groupes d'Églises qui ont participé à la première conférence de la paix des Églises dans le Kansas en 1935 : la Société religieuse des Amis (quakers), l'Église des Frères (en anglais Brethren, d'origine anabaptiste) et les Mennonites, y compris les Amish,,,,. Le concept d'Églises pacifistes ne s'arrête toutefois pas à ces trois groupes : on y intègre le plus souvent les Christadelphes (à partir de 1863), les Moloques (orthodoxes russes « buveurs de lait ») et divers autres mouvements.
Au début du XXe siècle a été créé le Mouvement international de la Réconciliation (MIR, en anglais International Fellowship of Reconciliation), un mouvement pacifiste œcuménique et international enraciné dans le terreau des Églises pacifistes. 

## Convictions fondamentales
Les Églises pacifistes partagent la conviction que Jésus a enseigné la non-violence. Si elles ne sont pas toujours d'accord entre elles sur la légitimité du recours à la force dans certains cas, soit en situation d'autodéfense, soit pour défendre autrui, la plupart adhèrent strictement à une attitude morale de non-résistance face à la violence. Ces Églises sont généralement d'accord pour dire que la violence au nom des nations et de leurs gouvernements est contraire à morale chrétienne. 
Ces groupes ne sont pas d'accord entre eux sur la légitimité pour les chrétiens d'assumer des fonctions militaires non-combattantes, tels que celui du personnel médical non armé, ou de la fabrication de munitions. Selon certains, Jésus n'aurait jamais objecté au fait d'aider des personnes en souffrance, mais selon d'autres, cela contribue indirectement à la violence en permettant à d'autres personnes d'y participer.

## Objection de conscience pour motif religieux
Les Églises pacifistes sont souvent passées d'une abstention de toute violence sur le plan personnel à une objection de conscience à une participation à toute guerre.
C'est ainsi que les quakers ont démissionné en bloc du gouvernement de la Pennsylvanie quand l’Angleterre a déclaré la guerre contre les Français et les Indiens en 1756. La constitution de cet État a adopté le concept de droit à l'objection de conscience en 1776.
À un moment donné, le statut de membre actif de l'une des Églises pacifistes était obligatoire pour l'obtention du statut d'objecteur de conscience aux États-Unis. Mais après une série d'arrêts de la cour, cette exigence a été abandonnée. Aux États-Unis, on peut désormais prétendre au statut d'objecteur de conscience en se fondant sur un système de croyances personnelles n'ont pas besoin d'être chrétiennes, ni même religieuses.
En France, l'Église réformée de France a affirmé la légitimité de l'objection de conscience, et réclamé un statut légal pour les objecteurs en 1948, mais l'objection de conscience est venue sur le devant de la scène surtout lors de la guerre d'Algérie. Un statut fut adopté en décembre 1963, 43 ans après que de premiers objecteurs se soient réclamés d'un tel statut. Le pasteur Boegner, président de la Fédération protestante de France, écrira : « La Fédération protestante de France a été la seule, au début, à entreprendre et à multiplier des démarches en vue d’un service civil des objecteurs. Chargé par son conseil de suivre de très près cette délicate question, j’ai vu depuis plus de trente ans, avant, pendant et depuis la guerre, de nombreux ministres que leur haute charge qualifiait pour étudier le problème et pour y proposer une solution satisfaisante.  Mais tous me déclaraient que, pour dix objecteurs sérieux, il y aurait en France mille « tire-au-flanc » ! ».

## Action des Églises pacifistes en faveur de la paix
Les Églises pacifistes, en particulier celles ayant suffisamment de ressources financières et organisationnelles, ont tenté de remédier aux ravages de la guerre, sans favoritisme. Cela a souvent suscité la controverse, par exemple lorsque les quakers ont expédié de généreuses quantités d'aliments et de médicaments au Nord-Vietnam pendant la guerre du Viêt Nam, ou à Cuba malgré l'embargo de Cuba. L'American Friends Service Committee et le Mennonite Central Committee sont deux organismes caritatifs confessionnels  mis en place pour livrer ces secours.
Dans les années 1980, les quakers, les Frères, et les Mennonites ont créé ensemble les Équipes chrétiennes d’action pour la paix (Christian Peacemaker teams), une organisation internationale qui travaille à la réduction de la violence et de l'injustice dans les régions en conflit,. Cela a été motivé par le désir pour les Chrétiens de prendre le rétablissement de la paix avec le même sérieux que celui des militaires et des gouvernements dans le domaine de la conduite des guerres.

## Églises pacifistes historiques

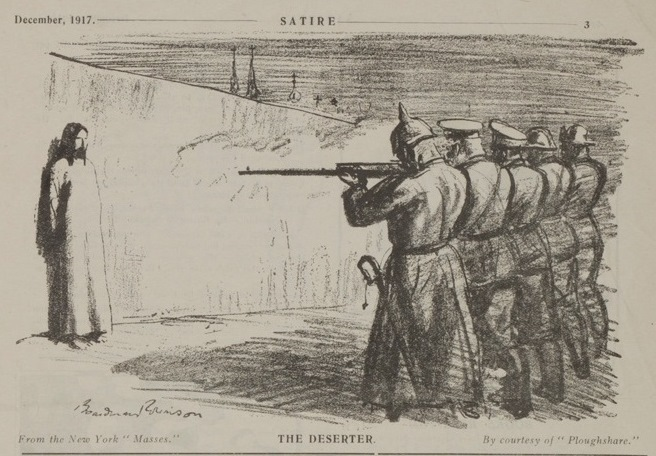
Le Déserteur (1916) par Boardman Robinson.

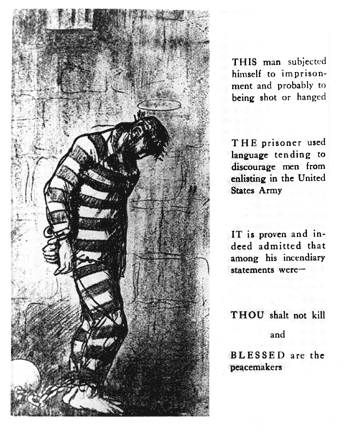
Heureux les artisans de paix (1917) par George Bellows

Toutes les confessions chrétiennes ont eu des membres ou des groupes de membres adhérant à la non-violence, mais seules quelques Églises ont soutenu cette idée depuis leur fondation. Elles appartiennent le plus souvent à la tradition anabaptiste-mennonite ou à la tradition quaker. 
En 2013, les Églises moraves et traditionnellement pacifistes, regroupant notamment la tradition mennonite, les Églises des frères et la Société religieuse des Amis (quakers), soit au total une vingtaine d'organisations, ont décidé de se faire représenter au sein des organes directeurs du Conseil œcuménique des Églises comme une seule famille confessionnelle.

### Courant anabaptiste-mennonite
Outre les Églises historiques, il comprend de nombreux groupes issus de la tradition anabaptiste : les Amish, les Mennonites de l'Ancien Ordre, les Mennonites conservateurs, les Huttérites, les Frères baptistes vieil-allemands, les Frères de la Rivière de l'Ordre Ancien, les Frères en Christ,

### Quakers
La conviction que l'emploi de la violence est contraire aux principes évangéliques une conviction fondamentale des quakers depuis leur apparition dans la seconde moitié du XVIIe siècle, qui les a conduit à prendre de nombreux engagements contre la guerre et pour la non-violence.  Cette conviction est partagée par toutes les branches du quakerisme (orthodoxes, hicksites, gurneyites, wilburites, beanites).

### Autres traditions chrétiennes pacifistes
Parmi les groupes qui ne se rattachent à aucune des deux traditions précédentes, on trouve principalement les Moraves,. L’Église morave (Unitas Fratrum) a pris naissance en Bohême en 1457, sous forme d'un réveil religieux dont le principal leader fut Jean Hus, inspiré par les écrits de John Wyclif.  Ces communautés mettent fortement l'accent sur la vie chrétienne pratique plutôt que sur la pensée doctrinale ou la tradition ecclésiale. La non-violence est une de leurs convictions fondamentales,.
On trouve aussi parmi les autres traditions chrétiennes pacifistes les Doukhobors, les Frères Dunkard,, les Moloques, les communautés Bruderhof, les Schwenkfeldiens, les Shakers et même certains groupes au sein du mouvement de Pentecôte. 
La plus grande Église pentecôtiste, les Assemblées de Dieu, a abandonné le pacifisme à l'époque de la Seconde Guerre mondiale,.

## Autres groupes pacifistes chrétiens

### Christadelphes (1863)
Les Christadelphes sont l'un des membres du club très restreint des Églises dont l'identité confessionnelle est directement liée à la question du pacifisme chrétien. Bien que ce groupe ait été de facto largement séparé du mouvement campbellite en Écosse et en Amérique après 1848, c'est la conscription lors de la Guerre Civile Américaine qui a causé leur Église locale d'Ogle County, dans l'Illinois à se déclarer comme Église objecteur de conscience en 1863 sous le nom de « Christadelphes ». À l'approche de la Première Guerre mondiale, les Christadelphes de tout l'Empire Britannique ont adopté la même position, même s'ils ont été souvent confrontés à des tribunaux militaires. Au cours de la Seconde Guerre mondiale les Christadelphes furent généralement exemptés de service armé et affectés à des travaux de génie civil – même si un petit nombre de Christadelphes allemands ont été emprisonnés et l'un d'entre eux exécuté. Cette position est restée la même lors de la guerre de Corée, la Guerre du Viêt Nam et des guerres actuelles,.

### Église adventiste du septième jour (1864)
Les adventistes avaient demandé et obtenu le statut d'objecteurs de conscience en 1864 aux États-Unis, et l'Église adventiste du septième jour a fait de même à partir de 1914
. La position officielle de l’Église en tant que « non combattante » est réaffirmée en 1954. Cette position est assouplie en 1969, acceptant dès lors que certains membres fassent le choix d’un engagement combattant. Dès 1972, la décision est considérée comme une affaire personnelle tout en rappelant la tradition historique non-combattante de l’Église. Au XXIe siècle, nombreux sont ceux et celles qui choisissent de participer à l'armée, comme le remarque un pasteur de cette Église : « Aujourd'hui, dans une armée de volontaires, de nombreux jeunes hommes et jeunes femmes choisissent de joindre l'armée dans des postes de combattants. Nombreux sont les pasteurs adventistes qui choisissent d'être des aumôniers militaires, tout autant auprès des combattant.e.s que des non-combattant.e.s ».

### Églises de Dieu (septième jour)
Les différents groupes évoluant sous le nom d'Église de Dieu (7e jour) s'opposent à la guerre charnelle, se basant sur Matthieu 26:52; Apocalypse 13:10; Romains 12:19-21. Ils croient que les armes de leur guerre pour ne pas être charnel, mais spirituelle (II Corinthiens 10:3-5; Éphésiens 6:11-18),.

## Groupes partiellement pacifistes

### Communauté du Christ
Bien que son credo ne soit pas explicitement pacifiste, la Communauté du Christ (anciennement connue comme l'Église Réorganisée de Jésus-Christ des Saints des Derniers Jours est en train de devenir une Église pacifiste internationale au travers de services tels que le Prix International de Paix de la Communauté du Christ, la Prière quotidienne pour la Paix, et un soutien à l'objection de conscience à la guerre,,. Toutefois, aux États-Unis comme dans le reste du monde, de nombreux membres de l'Église acceptent le service militaire actif et l'Église met à disposition une aumônerie militaire.

### Églises du Christ
Bien qu'ayant comporté autrefois un groupe d'adhérents non violents relativement important, les Églises du Christ sont maintenant plus divisées. Les Églises du Christ actuelles, en particulier celles qui se reconnaissent dans les enseignements de David Lipscomb (en), conservent un point de vue pacifiste. Cela signifie qu'ils croient que l'usage de la contrainte et/ou la force peut être acceptable à des fins personnelles d'auto-défense, mais que le recours à la guerre n'est pas une option pour les chrétiens.

### Églises réformées et congrégationnalistes
En France, quoique minoritaires dans leur Église, de nombreux pasteurs des Églises réformées et congrégationnalistes ont été pacifistes : Philo Vernier, Henri Roser, André Trocmé, Jacques Martin, etc. Comme l'écrivait le président Boegner, ce sont eux « qui, par fidélité à leur conviction, ont accepté de vivre des années en prison et contraint hommes de gouvernement et simples citoyens à regarder en face le problème et à se rallier à sa seule solution « raisonnable » : le service civil ».

## Organisations issues des Églises pacifistes

### Mouvement international de la Réconciliation
Le Mouvement international de la Réconciliation (International Fellowship of Reconciliation) est une organisation qui a été mise en place afin d'unir dans l'action pour la paix tous les pacifistes chrétiens, qu'ils soient issus ou non des Églises traditionnellement pacifistes. Le mouvement est fondé lors de la première des rencontres de Bilthoven en 1919. Dans certains pays, comme les États-Unis, le mouvement s'est ouvert pour inclure les membres d'autres religions ou des  athées, et des gens dont la position n'est pas strictement non-violente. Cependant, dans d'autres cas (par exemple, au Royaume-Uni), elle reste essentiellement une organisation chrétienne dédiée à la non-violence. Le mouvement compte parmi ses membres six Prix Nobel de la Paix.

### Service civil international
Le Service civil international (SCI) est une ONG fondée en 1920 lors de la seconde des rencontres de Bilthoven. Son fondateur, le Suisse Pierre Ceresole, a été brièvement (en 1919) secrétaire général du Mouvement international de la Réconciliation. Elle organise des chantiers et des projets mobilisant des volontaires internationaux afin de contribuer à la construction de la paix. Elle s'attache à regrouper dans ses activités des hommes et des femmes d'origines sociales, religieuses, ethniques et d'âges différents et associe la réflexion au travail manuel. En 2015, il y a 44 sections membres du SCI dans 40 pays.